# Ясеновська волость
Ясеновська волость — історична адміністративно-територіальна одиниця Богучарського повіту Воронізької губернії з центром у слободі Ясеновка.
Утворена на початку ХХ століття виокремленням із Руднянської волості .
1915 року волосним урядником був Олексій Єгорович Шушпанов, старшиною — Василь Якович Сидоренко, волосним писарем — Олександр Максимович Резніков.